# Râul Guranda
Râul Guranda este un curs de apă, afluent al râului Jijia. 